# MTV Awards 2015
Gli MTV Awards 2015 sono stati trasmessi da Firenze il 14 giugno 2015 in diretta dal Parco delle Cascine. Si tratta della terza edizione del premio presentata da Emis Killa.

## Esibizioni
- Santa Margaret - Voglio urlare i miei sogni
- The Kolors - Everytime
- J-Ax - Maria Salvador (con Il Cile), Medley: Immorale, + stile, Meglio prima, Deca Dance
- Lorenzo Fragola - #Fuori c'è il sole
- Fedez e Noemi - L'amore eternit
- Marco Mengoni - Io ti aspetto
- Annalisa - Vincerò
- Feder e Lyse - Goodbye
- Francesca Michielin - L'amore esiste
- Max Pezzali - Sopravviverai
- Malika Ayane - Senza fare sul serio
- Nek - Se telefonando
- Emis Killa - Wow

## Categorie
Le candidature sono state annunciate il 3 maggio 2015. I vincitori sono stati annunciati nel corso della premiazione.

### Superman
- Marco Mengoni
- Ed Sheeran
- Fedez
- J-Ax

### Wonder Woman
- Alessandra Amoroso
- Annalisa
- Ariana Grande
- Taylor Swift

### Pick up! Best MTV Show
- Mario - Una serie di Maccio Capatonda
- Diario di una nerd superstar
- Geordie Shore
- Ginnaste - Vite parallele

### Twitstar
- Demi Lovato
- Jovanotti
- Jared Leto
- Katy Perry

### Best Band
- Dear Jack
- 5 Seconds of Summer
- One Direction
- Imagine Dragons

### Best New Artist
- Lorenzo Fragola
- Charli XCX
- Hozier
- James Bay

### S'Agapò Best Look
- Rihanna
- Harry Styles
- Robert Pattinson
- Vicky Pattison

### Original Marines Best Dance Crew
- Booyaka
- Main Engineerz
- Motion Revolution

### TIM Best New Generation
- Santa Margaret
- Dardust
- Canova
- Ilaria Graziano e Francesco Forni

### Best Fan
- Avril Lavigne
- Justin Bieber
- Lady Gaga
- One Direction

### Best Video
- Senza scappare mai più - Tiziano Ferro
- Blame - Calvin Harris
- Chandelier - Sia
- Stay with Me - Sam Smith

### Best Movie
- Colpa delle stelle
- Insurgent
- Italiano medio
- SpongeBob - Fuori dall'acqua

### Best Artist from the World
- Tokio Hotel
- 2NE1
- Iggy Azalea
- Fifth Harmony

## Altri premi

### Best Tormentone
- Love Me like You Do - Ellie Goulding
- Thinking Out Loud - Ed Sheeran
- Uptown Funk - Mark Ronson feat. Bruno Mars
- All About That Bass - Meghan Trainor

### Top Instagram Star
- Justin Bieber
- Beyoncé
- Miley Cyrus
- Selena Gomez

### Italian Icon
- J-Ax

### Best Performance
- Marco Mengoni

### Fanta Web Star
- iPantellas
- IlvostrocaroDexter
- Nirkiop
- Michael Righini

### Artist Saga
- Marco Mengoni
- Nesli
- Alessandra Amoroso
- Emma
- Britney Spears
- Lorenzo Fragola
- Marco Carta
- Avril Lavigne
- Miley Cyrus
- J-Ax
- Valerio Scanu
- Ed Sheeran
- Demi Lovato
- One Direction
- Fifth Harmony
- Modà
- Chiara
- Dear Jack
- Beyoncé
- Taylor Swift
- Ariana Grande
- 5 Seconds of Summer
- Rihanna
- Fedez
- Lady Gaga
- Tiziano Ferro
- Katy Perry
- Selena Gomez
- Annalisa
- Laura Pausini
- Justin Bieber
- Nek

### MTVAwardsStar
Il nome è seguito dal numero di tweet
- Lady Gaga (9.956.895)
- Rihanna (8.596.022)
- Ariana Grande (5.474.136)
- Nicki Minaj (4.196.843)
- Beyoncé (3.567.219)
- 5 Seconds of Summer (1.800.644)
- Katy Perry (1.346.014)
- Iggy Azalea (534.061)
- Pitbull (532.126)
- OneRepublic (503.396)
- Sia (412.168)
- Alessandra Amoroso (244.104)
- Charli XCX (170.617)
- Jennifer Lopez (122.911)
- Emma (121.081)
- Marco Mengoni (112.481)
- Taylor Swift (65.461)
- Annalisa (62.910)
- Lorenzo Fragola (57.671)
- Mika (38.248)
- Sam Smith (26.012)
- Fedez (25.391)
- Ed Sheeran (17.950)
- Meghan Trainor (5.295)
- Madonna (4.855)
- Calvin Harris (4.732)
- Nek (2.034)
- Tiziano Ferro (1.789)
- Vasco Rossi (1.772)
- James Bay (1.664)
- Emis Killa (1.292)
- Feder (992)
- Cesare Cremonini (853)
- Francesca Michielin (626)
- Maroon 5 (617)
- Negramaro (604)
- Lean On - Major Lazer, DJ Snake, MØ (499)
- Imagine Dragons (442)
- Malika Ayane (186)
- Avicii (265)
- Hozier (157)
- U2 (155)
- Jovanotti (124)
- Max Pezzali (74)
- Skrillex (60)
- Ligabue (60)
- J-Ax (40)
- Negrita (27)
- David Guetta (0)
- Coldplay (0)